# Polna hiša
Polna hiša (angleško Full House) je ameriška humoristična nanizanka, snemana med letoma 1987 in 1995, ki jo je v Sloveniji predvajal Kanal A. Govori o prigodah družine, ki živi v ameriškem mestu San Francisco.
Daniel "Danny" Tanner je vdovec, ki  vodi oddajo Dobro jutro, San Francisco. Ko njegova mama za tri tedne odide domov, mu v San Francisco prideta pomagati njegov najboljši prijatelj Joseph "Joey" Gladstone in svak Jesse Katsopolis, da bi mu pomagali izobraževati njegove tri hčere, bistro in iznajdljivo 10-letno Donno Jo "D.J.", 5-letno Stephanie in devetmesečno Michelle. Fantje poskušajo izobraževati punce na svoj duhoviti način. Takrat so se začele njihove dogodivščine in različne pustolovščine. Jesse se zaljubi v Becky (Rebeko), s katero se poroči z malo zapletov (saj Jesse skoči s padalom in pristane na drevesu). Jesse in Rebeca dobita dvojčka, Nickyja in Alexa, ki jih Jesse ne more razlikovati, ko prideta iz bolnice. D.J. spozna Steva, ko je v Španiji in se zaljubita. Nadaljevanka se konča tako, da Michelle izgubi spomin.

## Igralci
| igralec                                 | vloga                                                              | sezona                      |
| --------------------------------------- | ------------------------------------------------------------------ | --------------------------- |
| Lori Loughlin                           | Rebecca "Becky" Donaldson-Katsopolis                               | 3.-8.                       |
| John Stamos                             | Jesse Katsopolis (Jesse Cocharan: 1. sezona)                       | 1.-8.                       |
| Bob Saget                               | Danny Tanner                                                       | 1.-8.                       |
| Dave Coulier                            | Joey Gladstone                                                     | 1.-8.                       |
| Candace Cameron                         | Donna Jo "D.J." Tanner                                             | 1.-8.                       |
| Jodie Sweetin                           | Stephanie Tanner                                                   | 1.-8.                       |
| Mary-Kate Olsen Ashley Olsen            | Michelle Tanner                                                    | 1.-8.                       |
| Andrea Barber                           | Kimmy Gibbler                                                      | kot gost: 1.-4. 5.-8.       |
| Scott Weinger                           | Steve Hale                                                         | gost 5. in 8. 6.-7.         |
| Blake Tuomy-Wilhoit Dylan Tuomy-Wilhoit | Nicholas "Nicky" Katsopolis Alexander "Alex" Katsopolis            | ponavljajoča vloga 6. 7.-8. |
| Buddy the dog                           | Comet                                                              | 3.–8.                       |
| John Aprea and Yvonne Wilder            | Nick and Irene Katsopolis                                          | 2. in 4.                    |
| Miko Hughes                             | Aaron Bailey                                                       | 3.-8.                       |
| Tahj Mowry                              | Teddy                                                              | 5.-8.                       |
| Kevin Renteria David Renteria           | Nicholas "Nicky" Katsopolis Alexander "Alex" Katsopolis (Dojenčka) | 5.                          |
| Gail Edwards                            | Vicky Larson                                                       | 5.-7.                       |
| Jurnee Smollett                         | Denise Frazier                                                     | 5-7.                        |
| Blake McIver Ewing                      | Derek S. Boyd                                                      | 6.-8.                       |
| Marla Sokoloff                          | Gia Mahan                                                          | 7.-8.                       |
| Jason Marsden                           | Nelson                                                             | 8.                          |

## Sezone
| sezona | sezona | št. epizod | originalno predvajanje | originalno predvajanje |
| sezona | sezona | št. epizod | začetek sezone         | konec sezone           |
| ------ | ------ | ---------- | ---------------------- | ---------------------- |
|        | 1.     | 22         | 22. september 1987     | 6. maj 1988            |
|        | 2.     | 22         | 14. oktober 1988       | 5. maj 1989            |
|        | 3.     | 24         | 22. september 1989     | 4. maj 1990            |
|        | 4.     | 26         | 24. september 1990     | 3. maj 1991            |
|        | 5.     | 26         | 17. september 1991     | 12. maj 1992           |
|        | 6.     | 24         | 22. september 1992     | 18. maj 1993           |
|        | 7.     | 24         | 14. september 1993     | 17. maj 1994           |
|        | 8.     | 24         | 27. september 1994     | 23. maj 1995           |